# Walter Gilik
Walter Gilik (* 29. Juli 1938 in Opava, Tschechoslowakei) ist ein deutscher Bobfahrer.

## Karriere
Walter Gilik gab sein olympisches Debüt bei den Winterspielen 1972 in Sapporo und erreichte den fünften Rang. Bei der Bob-Weltmeisterschaft 1974 belegte im Bob von Horst Floth, zusammen mit Donat Ertel und Günther Nickel ebenfalls Rang fünf. Bei der Bob-Europameisterschaft 1976 in St. Moritz gewannen Gilik, Stefan Gaisreiter, Hans Wagner und Donat Ertel den Titel im Viererbob.